# Mark Webber
Mark Alan Webber (* 27. srpna 1976 v Queanbeyan, Nový Jižní Wales, Austrálie) je bývalý australský pilot Formule 1. Webber se při svém debutu stal prvním Australanem od roku 1994, kdy závodil David Brabham.
Po závodění v rodné Austrálii se Webber v roce 1995 přestěhoval do Velké Británie, kde započal svou jezdeckou kariéru. Zaznamenal řadu úspěchů, ale také kontroverzní situaci při řízení sportovního vozu Mercedes-Benz v Le Mans, v roce 1999, když se mu staly dvě nehody, v tréninku a ve warmupu. Chyba byla v aerodynamice a Webber se tak dvakrát dostal s autem do přemetů. Mercedes se ze závodu odhlásil a Mark začal spolupracovat se svým krajanem Paulem Stoddartem, v té době vlastníkem týmu European Racing, v sérii Formule 3000. Když poté Stoddart odkoupil tým Minardi ve F1, Webber se stal pilotem F1 právě ve voze Minardi.
Webber je náruživým sportovcem i mimo tratě. Už třikrát vyhrál každoročně pořádaný tenisový turnaj F1 Pro-Am v Barceloně. Mark se také věnuje charitativním akcím, například v Tasmánii.

## Kariéra před Formulí 1
Se sportem se dostal Mark už jako malý chlapec, kdy podával míče při ragbyové lize, ve které hrál tým Canberra Raiders, se kterým spolupracoval. Malého Marka ale i tak velice zajímal motorsport, za své dětské idoly udává světové šampióna F1 Alaina Prosta a motocyklového závodníka, Kevina Schwantze. Webber začal závodit na motorkách, ale v roce 1991 přešel na 4 kola, a začal závodit na motokárách ve velmi pozdním věku, až v 15 letech. Vyhrál šampionát státu New South Wales v roce 1993, poté přešel do Australské Formule Ford, když mu jeho otec půjčil od Craiga Lowndese vůz Van Diemen FF1600. Ve své debutové sezóně skončil Webber na 14. místě, mezi závody ještě pracoval na okruhu v Sydney jako závodní instruktor. V roce 1995 pokračoval v tomto šampionátu a už několikrát zvítězil, a vyhráli doprovodný závod na formulovém okruhu Adelaide. Celkově skončil na 4. místě, což ale je asi důležitější, jeho známá Ann Neal mu zajistila sedmileté sponzorství Australských Zlatých stránek. Dále mu také pomohla k jeho cestě za závoděním v Evropě.
Webberovi byl umožněn test na okruhu Snetterton s týmem Van Diemen. A zajistil si místo v týmu v roce 1995 ve Formuli Ford Festival, na okruhu Brands Hatch. Ve svém prvním mezinárodním závodě skončil na 3. místě. Tímto výsledkem si zároveň pojistil místo v týmu i pro rok 1996. Před úplným odstěhováním do Evropy, vyhrál ještě Webber závod Formule Holden. Během působení v Britské Formuli Ford v roce 1996, vyhrál Webber čtyři závody, celkově skončil druhý a ještě navíc vyhrál Formuli Ford Festival. A dál také vyhrál závod ve Spa-Francorchamps ze série Formule Ford Euro Cup, a celkově v této sérii skončil třetí, přestože odjel jen 2 ze 3 závodů. Jeho výsledky během sezóny znamenaly, že byl vyhlášen australským nejúspěšnějším mladým závodníkem roku („Young Achiever“) a nejúspěšnějším mezinárodním jezdcem roku („International Achiver“). Dva dny po vítězství ve Formule Ford Festival, absolvoval Webber test v týmu Alan Docking Racing a podepsal s tímto týmem smlouvu na rok 1997 ve Formuli 3.
Tým ale měl problémy s financemi a tak se Webber pohyboval spíše v druhé polovině startovního pole. Markovi se ale dostalo pomoci od ragbyové unie a od legendy ragby, Davida Campeseho, a mohl tak alespoň dokončit ročník. Webber si pak připsal vítězství na okruhu Brands Hach, když vyhrál stylem start–cíl, a ještě zajel rekord okruhu. Poté ještě skončil 4× na stupních vítězů, včetně druhého místa z doprovodného závodu Grand Prix Velké Británie. Celkově skončil v bodování čtvrtý. Webber také zaznamenal pěkné výsledky při Marlboro Masters na Zandvoortu (3. místo) a při Grand Prix Macaa F3 (4. místo), oba výsledky zaznamenal při své premiéře na těch okruzích. Během sezóny 1997 Webber dostal nabídku od Mercedesu-AMG, že by pro něj mohl závodit v závodě sportovních vozů. Na dohodu však nedošlo, na konci roku ale Mark pro tento tým testoval na okruhu A1-Ring v Rakousku. AMG bylo s Markem spokojeno a tak byl ohlášen oficiálním juniorským jezdcem Mercedesu pro rok 1998 v šampionátu FIA GT, po bok tehdy uřadujícího šampióna, Bernda Schneidera. Webber se Schneiderem. procestovali během závodů mnoho zemí, závodil v USA, Japonsku a Evropě. Vyhráli 5 z 10 závodů a celkově skončili na 2. místě. Porazili je jen jejich týmoví kolegové, Klaus Ludwig a Ricardo Zonta, a v posledním závodě vyhráli jen o 8 sekund, což jim stačilo na zajištění titulu.
Webber pokračoval s AMG i v roce 1999, ale tentokrát už jezdil jen on sám. Avšak jeho závodnická kariéra ve sportovních vozech skončila velice brzy, když se při závodu 24 Le Mans dostal se svým autem do přemetů. Způsobila to aerodynamická chyba, způsobená týmem, jelikož stejná havárie se stala i druhému jezdci, Peteru Dumbreckovi. Oba jezdci vyvázli bez zranění, avšak Mercedes se rozhodl v šampionátu nepokračovat. Webber se tak zase o krok přiblížil k závodním formulím. Mark se sešel s Eddie Jordanem, šéfem týmu Jordan, a ten ho seznámil s Paulem Stoddartem. Stoddart poskytl Webberovi finanční podporu a zajistil mu místo ve svém týmu Eurobet Arrows, závodícím v roce 2000 v sérii Formule 3000. Zároveň si Webber poprvé vyzkoušel vůz F1, když v prosinci 1999 testoval pro tým Arrows.
Webber podepsal s týmem Arrows smlouvu jako testovací jezdec pro rok 2000, a zároveň získal sponzora od australského výrobce piva, Foster’s, když závodil ve Formuli 3000. Webber získal vítězství v druhém podniku šampionátu, na okruhu Silverstone. Dále zajel 2 nejrychlejší kola a byl ještě 3× na stupních vítězů. Celkově skončil na 3. místě a stal se nováčkem roku. Smlouva, kterou Mark podepsal obsahovala i tu část, že nesmí nikdy řídit vůz Arrows A21, a smlouva byla zrušena v červenci 2001. Ve Formuli 1 ale zůstal, když 3 dny testoval pro tým Benetton na konci roku. V Estorilu, kde se testování konalo porazil i takové jezdce, jako Giancarlo Fisichella a Ralf Schumacher. Jeho výsledky mu pojistily pozici testovacího jezdce pro rok 2001 a současně se domlouval s Flaviem Briatorem ohledně financí na sezónu ve Formuli 3000. Webber se připojil ke špičkovému týmu Super Nova Racing, ale i přes 3 vítězství (v San Marinu, Monaku a Francii) skončil až druhý, za šampiónem, Justinem Wilsonem. Pro rok 2002 už Webbera nahradil jako testovacího jezdce Fernando Alonso, ale Mark se připojil k týmu Minardi jako závodní jezdec, po bok Alexe Yoonga. Tým Minardi v té době patřil Paulu Stoddartovi, se kterým se Webber znal. Mark se tak stal po delší době (od roku 1994, kdy jel David Brabham) dalším Australanem ve F1.

## Formule 1

### 2002: Minardi

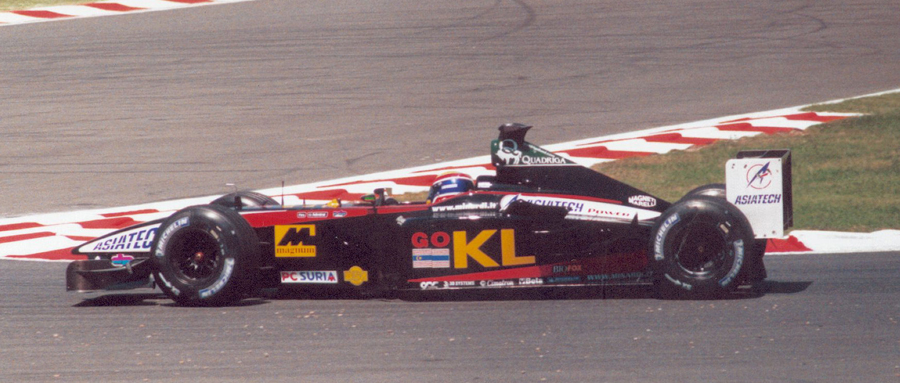
Webber ve voze Minardi při Grand Prix Francie 2002.

Webber si svůj debut ve F1 odbyl při domácím závodě, Grand Prix Austrálie 2002. Kvalifikoval se jako 18 z 22 vozů, za pole position zaostal o 4 sekundy, ale skončil o 1,4 sekundy rychleji než jeho stájový kolega, Alex Yoong. Závod odstartovala havárie Ralfa Schumachera a Rubense Barrichella, po které odstoupilo ze závodu celkem 8 vozů. Webber, který měl se svým vozem problémy, bojoval s poškozeným diferenciálem, nakonec ale odrazil útoky Miky Sala a vybojoval bodované 5. místo. Stal se tak teprve čtvrtým Australanem, který si připsal body a zároveň to byly první body pro Minardi od roku 1999, kdy bodoval Marc Gené. V druhém závodě sezóny Mark odstoupil ze závodu, ale v dalších dvou skončil na slušném 11. místě. Ve Španělsku ale stejně jako jeho stájový kolega Yoong nemohli startovat, kvůli nebezpečným přítlačným křídlům. V dalších závodech si připsal Webber mnohá slušná umístění, 2× byl 11., další body ale už nevybojoval. Ve zbytku sezóny skončil nejlépe na 8. místě v Maďarsku. V tom závodě ztratil Webber 2 kg na váze, jelikož po celý závod jel bez přísunu tekutin kvůli rozbité lahvi s vodou.
Webber porazil ve všech kvalifikacích stájového kolegu Yoonga (a stejně tak Anthonyho Davidsona, který Yoonga nahradil v Maďarsku a Belgii) a Webberovy body z prvního závodu byly pro Minardi v sezóně jediné. Minardi tak skončilo v Poháru konstruktérů na 9. místě, před týmy Toyota a Arrows.
Svými výsledky si Mark vybojoval cenu pro Nováčka roku v časopise F1 Racing. Stejnou cenu si vysloužil i v hlasování časopisu Autosport a také obdobnou cenu při každoroční Grand Prix Party „Bernie“ Awards.
Na začátku sezóny přirovnal Peter Windsor Webbera k Nigellu Mansellovi, mistrovi světa z roku 1992.
V listopadu 2002 bylo oznámeno, že Webber se připojuje k týmu Jaguar Racing, kde bude závodit po boku Brazilce Antonia Pizzoniho.

### 2003–2004: Jaguar

#### 2003
Webberova kariéra u Jaguaru začala nepříliš dobře, když se v Austrálii kvalifikoval na 14. místě a už v 15. kole závodu musel odstoupit kvůli poruše zavěšení. Následující závod v Malajsii ale zlepšení nepřinesl. Giancarlo Fisichella do něj ještě na startovním roštu nacouval a Webberovi začal do obličeje stříkat hasicí přístroj v jeho voze. A už v 8. kole závodu odstoupil kvůli úniku oleje. Reputaci si Webber napravil v tréninku na Grand Prix Brazílie, který vyhrál o 0,138 s před tamějším jezdcem, Rubensem Barrichellem. Dobrými časy pokračoval i v sobotu a v kvalifikaci skončil na 3. místě, což byl nejlepší výkon v kariéře Webbera i týmu Jaguar Racing. V závodě, který poznamenal déšť se Webber usadil na 7. příčce. Mark si chtěl ochladit pneumatiky v kalužích vody v poslední zatáčce okruhu, naneštěstí ztratil přilnavost a těžce narazil do boxové zdi z pneumatik, což mělo za následek další velkou havárii. Závod byl červenou vlajkou ukončen, Webber byl původně klasifikován jako 7., FIA ale našla chybu v měření kol a Webbera posunula na 9. místo. Markovy dobré kvalifikační výsledky se přenesly i do San Marina, ale hned v první zatáčce závodu se propadl z 5. na 11. příčku kvůli problému, který postihl oba Jaguary. V 54. kole odstoupil kvůli problému s hnací hřídelí. Byl to tak 3. závod ze 4, který nedokončil. Štěstí se ale na něj konečně usmálo v dalších závodech, první body si připsal ve Španělsku a také podepsal novou, 2letou smlouvu a měl si vydělat něco kolem 6 milionů dolarů za sezónu. Na bodech poté skončil v 5 ze 6 následujících závodech a v poháru jezdců se posunul do top 10. Sérii bodovaných umístění mu přerušil jen závod v Monaku, kde odstoupil kvůli poruše motoru. Jeden z jeho nejlepších závodů přišel v Rakousku, kde i přes start z boxů a trest projetí boxovou uličkou, zajel 3. nejrychlejší kolo závodu (pouze za oběma jezdci Ferrari) a skončil na 7. místě.

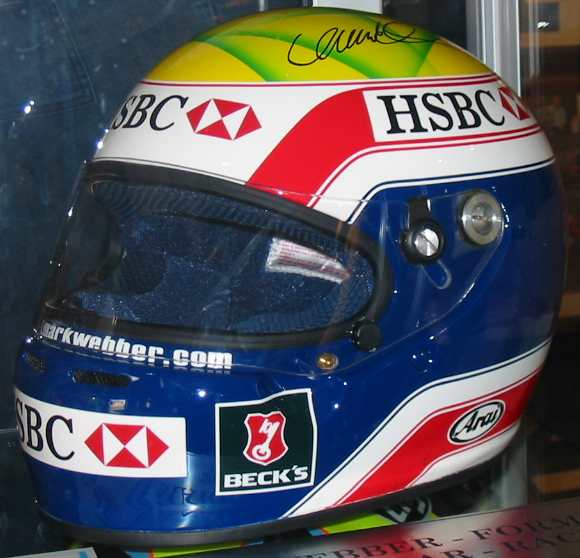
Design Webberovy přilby v roce 2003

Při Grand Prix Velké Británie se Webber připletl do incidentu s mužem jménem Neil Horan, který vběhl během závodu na trať a mával nápisy „Čtěte Bibli“ a „Bible má vždy pravdu“. Mark se ale šílenému muži vyhnul a nakonec dojel na 14. místě.
Po Silverstonu měl na kontě Webber celkem 12 mistrovských bodů, zatímco Pizzonia ani jeden. A tak se vedení Jaguaru rozhodlo nahradit Pizzoniu Justinem Wilsonem, který ze začátku sezóny jezdil za tým Minardi. Německá Grand Prix znamenala pro Australana šestý výpadek v sezóně, nicméně závody v Maďarsku a Itálii dopadly umístěním na bodech a Webber se posunul na 9. místo v poháru jezdců. Svou pozici ale neudržel, protože v USA závod nedokončil a zklamáním bylo i 11. místo z posledního závodu v Japonsku. A i přesto, že Wilson zaznamenal v USA bod, Marka v kvalifikaci ani jednou neporazil. Jaguar byl spokojen a pro rok 2004 zajistil vedle Webbera nováčka, Christiana Kliena. Webberovy výsledky v sezóně 2003 mu také vynesly ocenění „Jezdec roku“ od magazínu Autocar.

#### 2004
V roce 2004 tedy Webber pokračoval s Jaguarem, hned v prvním závodě sezóny skončil v kvalifikaci na 6. příčce, ale v závodě opět nedokončil, tentokrát kvůli převodovce. Kvalifikace na závod v Malajsii se velice vydařila, když si Mark vyjel nejlepší umístění v kvalifikaci v kariéře, rozdělil dominantní vozy Ferrari a byl druhý. Závod nakonec ale dopadl zklamáním, neodstartoval dobře a tvrdý boj s Ralfem Schumacherem vyvrcholil kolizí. Další chyba přišla v boxech, kam Webber zamířil, překročil povolenou rychlost a musel na trest projetí boxovou uličkou. Problémy ale neskončily, ke konci závodu se dostal mimo trať a nakonec odstoupil. Zlepšení přišlo v Bahrajnu, kde přišly taktéž první body. A také taková zajímavost, Webber udělal chybu v kvalifikaci a poprvé v kariéře byl poražen týmovým kolegou. Ve sbírání bodů ale Mark už příliš nepokračoval, problémy s elektronikou mu to znemožnily v San Marinu, špatná přilnavost ve Španělsku, Webber se musel spokojit s 13., respektive 12. místem.
V jednom závodě se Jaguar představil s logem filmu Ocean’s Twelve a diamantem společnosti Steinmetz Group. Webberovy to ale úspěch nepřineslo, měl hned 2 poruchy motoru při tréninku na Grand Prix Monaka. Musel si dokonce hasit sám svůj vůz, jelikož nemohl najít žádného maršála. V závodě samotném musel odstoupit znovu kvůli motoru, v následujícím závodě už ale získal konečně 2 body za 7. místo.
.

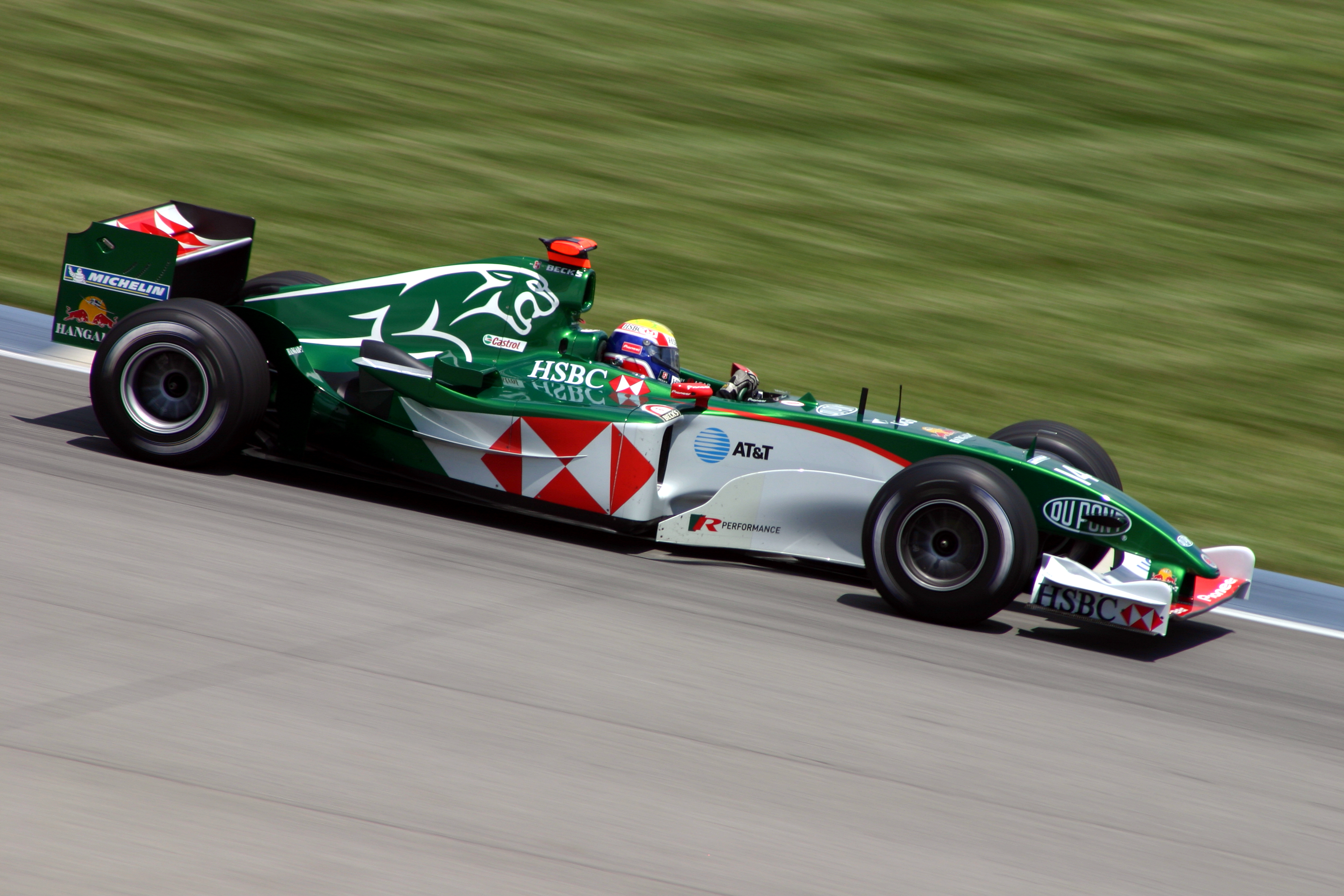
Mark Webber s vozem Jaguar v Grand Prix USA 2004

Poté následovaly 2 výpadky, v Kanadě (kolize s Klienem) a v USA (problém s olejem) a také 9. místo ve Francii. 8. místo ve Velké Británii znamenalo další bod do sbírky, ale sezóna zatím bodově zaostávala za tou minulou, Webber měl na kontě zatím jen 4 body, oproti 12 z minulého roku. V té době nahradil bývalý kolega Webbera Antonio Pizzonia zraněného Ralfa Schumachera v kokpitu Williamsu a po svém návratu obvinil Jaguar, že Webber dostával nové součástky jeden nebo dva závody dříve než Pizzonia. To bylo kategoricky zamítnuto šéfem Jaguaru, Davidem Pitchforthem. Webber se k situaci nechtěl vyjádřit a raději se soustředil na závodění, v Německu dosáhl nejlepšího umístění v sezóně, když vybojoval 6. místo. A jelikož Jaguar stále nevěděl, jestli bude v roce 2005 závodit, podepsal Mark 28. července smlouvu s Williamsem na sezónu 2005. Na konci sezóny už Webber nebyl schopen dojet na bodech, i když jim byl velmi blízko v několika závodech. 13. místo v poháru jezdců tak už nevylepšil. Derniéra v Jaguaru nedopadla vůbec dobře, Mark kolidoval s Klienem a ze závodu odstoupil. Zbytek závodu sledoval z trávy za zatáčkou číslo 1.
Webber byl ze smlouvy s Jaguarem uvolněn dříve než vypršela, aby mohl přes zimu testovat Williams. Jeho týmovým kolegou měl být Jenson Button, tomu se ale do Williamsu vůbec nechtělo a raději zůstal u týmu BAR. A tak to vypadalo na „rozstřel“ mezi Nickem Heidfeldem a Pizzoniou. Novým stájovým kolegou se nakonec stal Nick Heidfeld.

### 2005–2006: Williams

#### 2005
Heidfeld byl oficiálně oznámen jako Webberův stájový kolega 31. ledna, Mark konstatoval, že je s rozhodnutím vedení spokojen. Webberův přesun k Williamsu také přinesl srovnání s Alanem Jonesem, posledním australským mistrem světa (také ve Williamsu). Od Webera se očekávaly velké věci, zejména Paul Stoddart mu předpověděl, že v roce 2005 získá svou první výhru. Sam Michael, technický šéf Williamsu dokonce prohlásil, že Webber by mohl být schopen získat s Williamsem titul mistra světa. V prvním závodě za nový tým se Mark kvalifikoval na 3. pozici, ale už v první zatáčce jej předjel David Coulthard, v cíli byl Webber na 5. místě. Vylepšit své dosavadní maximum v závodě chtěl v Malajsii, kde se kvalifikoval na 4. místě. Webber se dostal za Giancarla Fisichellu, oba se nakonec navzájem střetli a byli nuceni odstoupit.

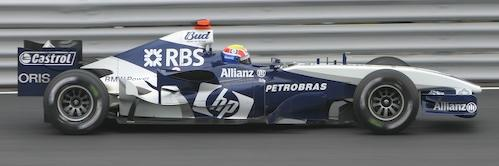
Webber při Grand Prix Kanady 2005.

Další dobrou kvalifikaci zajel v Bahrajnu, kde byl na 5. pozici. V závodě ale chyboval pod tlakem od Kimi Räikkönena a dojel na 6. příčce. V dalším závodě byl v kvalifikaci 4., v závodě ale bylo zklamáním až 10. místo. Štěstí mu ale přálo, a když byly diskvalifikovány oba vozy BAR a penalizován Ralf Schumacher, posunul se Webber na konečné 7. místo. Skvělá kvalifikace přišla ve Španělsku, kde se kvalifikoval na 2. místě, v závodě ale spadl na 6. místo. Bylo to 4. bodované umístění z 5 závodů.
Monako dopadlo pro Australana skvěle, obsadil v něm totiž své první stupně vítězů v kariéře, když dojel na 3. místě. Nejlepší umístění v kariéře ale záhy vystřídalo jedno z nejhorších. Při Grand Prix Evropy se kvalifikoval na 3. místě, ale problémy s brzdami znamenaly kolizi s Juanem Pablem Montoyou hned v první zatáčce. Jeho stájový kolega Heidfeld dojel na 2. místě a přeskočil ho v poháru jezdců. Kvalifikace v Kanadě dopadla mizerně, 14. místo bylo zklamáním, závod se ale vydařil a 5. místo přineslo další 4 body. Pak ale přišlo USA, kde nakonec startovalo pouze 6 vozů a Webberova mizerná série 7 závodů, ve kterých jen jednou bodoval. Propadl se tak z 6. na 10. místo v poháru jezdců. Turecko vylepšení nepřineslo, Webber tam kolidoval s Michaelem Schumacherem a poškodil vůz.
Heidfeld se během sezóny zranil a jeho místo na čas zaujal Antonio Pizzonia, se kterým se Webber znal za působení v Jaguaru. A hned v Itálii Pizzonia Webera porazil. Zatímco Brazilec dojel 7., Australan po incidentu z první zatáčky dokončil až 14. Role se ale opět prohodily v následujícím závodě, kde odstoupil zase Pizzonia. Když se rozšířily zvěsti, že Heidfeld podepsal na rok 2006 BMW Sauber, zůstal Pizzonia v kokpitu i na domácí půdě v Brazílii. Tam ale došlo k incidentu mezi oběma Williamsy a Markovo auto bylo poškozeno, dojel jako 17., ale mezi klasifikovanými nebyl. Poslední 2 závody přinesly alespoň malý úspěch ziskem 4. a 7. místa. Webber si tak upevnil 10. místo v poháru jezdců. Mark popsal sezónu 2005 jako „frustrující“, a také že jeho reputace značně klesla. Rozhodl se ale zůstat u Williamsu i přes nabídku od BMW Sauber. Webberovým stájovým kolegou pro rok 2006 se stal mladý Nico Rosberg a byl už 7. stájovým kolegou pro Webbera od roku 2002.

#### 2006

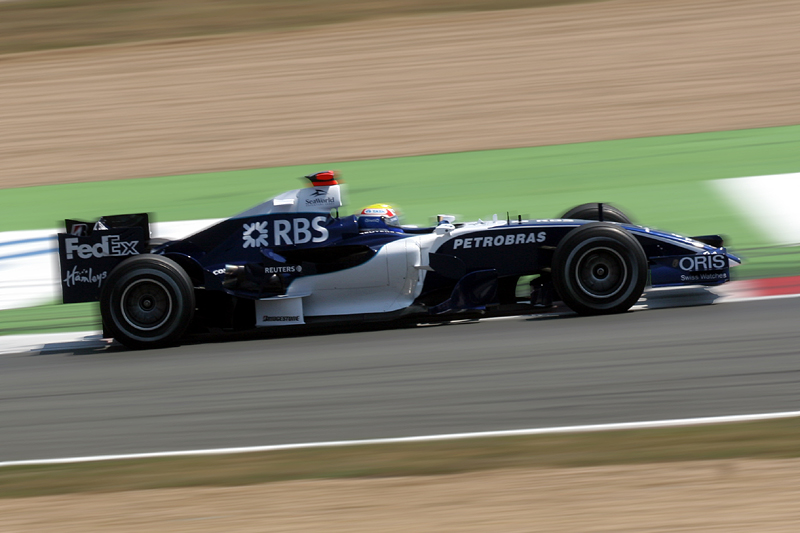
Webber při Grand Prix Francie 2006.

Poprvé ve Weberově kariéře nestartoval šampionát v Melbourne, nýbrž v Bahrajnu. Solidní kvalifikaci zakončil celkově 6. místem v závodě. Byl však trochu zastíněn Rosbergem, který při svém debutu zajel nejrychlejší kolo. Následující 2 závody Mark kvůli mechanickým potížím nedokončil. V Malajsii to byla hydraulika, v Austrálii zase převodovka. 6. místo v San Marinu znamenalo úspěch, hned ale následovala další potíž s hydraulikou při Grand Prix Evropy.
Ve Španělsku se Mark poprvé po zavedení nového systému kvalifikace nekvalifikoval do top 10. V závodě dojel na 9. místě. Velké zlepšení v kvalifikaci nastalo v Monaku, kde startoval společně s Michaelem Schumacherem z první řady. Ze závodu ho ale vyřadil problém s elektronikou. V Británii zase kolidoval v prvním kole s Ralfem Schumacherem a Scottem Speedem a odstoupil. Série nedokončených závodů pokračovala a nezměnilo to ani Německo, kde bojoval o stupně vítězů. Potřetí a také naposledy bodoval Webber v Číně, kde skončil na 8. příčce. Celkově skončil s pouhými 7 body na 14. místě.

### 2007–2012: Red Bull Racing

#### 2007
Webberův dvouletý kontrakt s Williamsem měl vypršet na konci roku 2006. A přestože měl tým na Webbera opci i na rok 2007, snažil se ho prodat i přes to, že Mark by klidně zůstal. Williams tak Webberovi nabídl závodnické místo, ale s nižším platem než který měl dostávat. Na radu svého manažera, Flavia Briatoreho si tak začal shánět nové angažmá. Williams narychlo povolal svého testovacího jezdce, Alexandera Wurze.

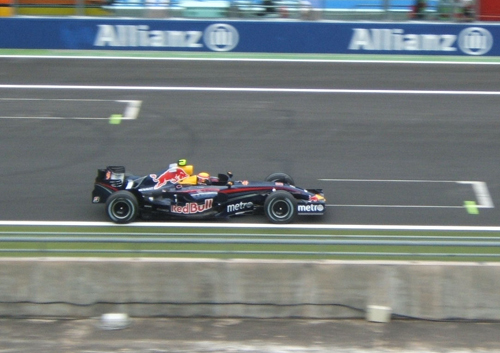
Webber s vozem Red Bull Racing při Grand Prix Francie 2007.

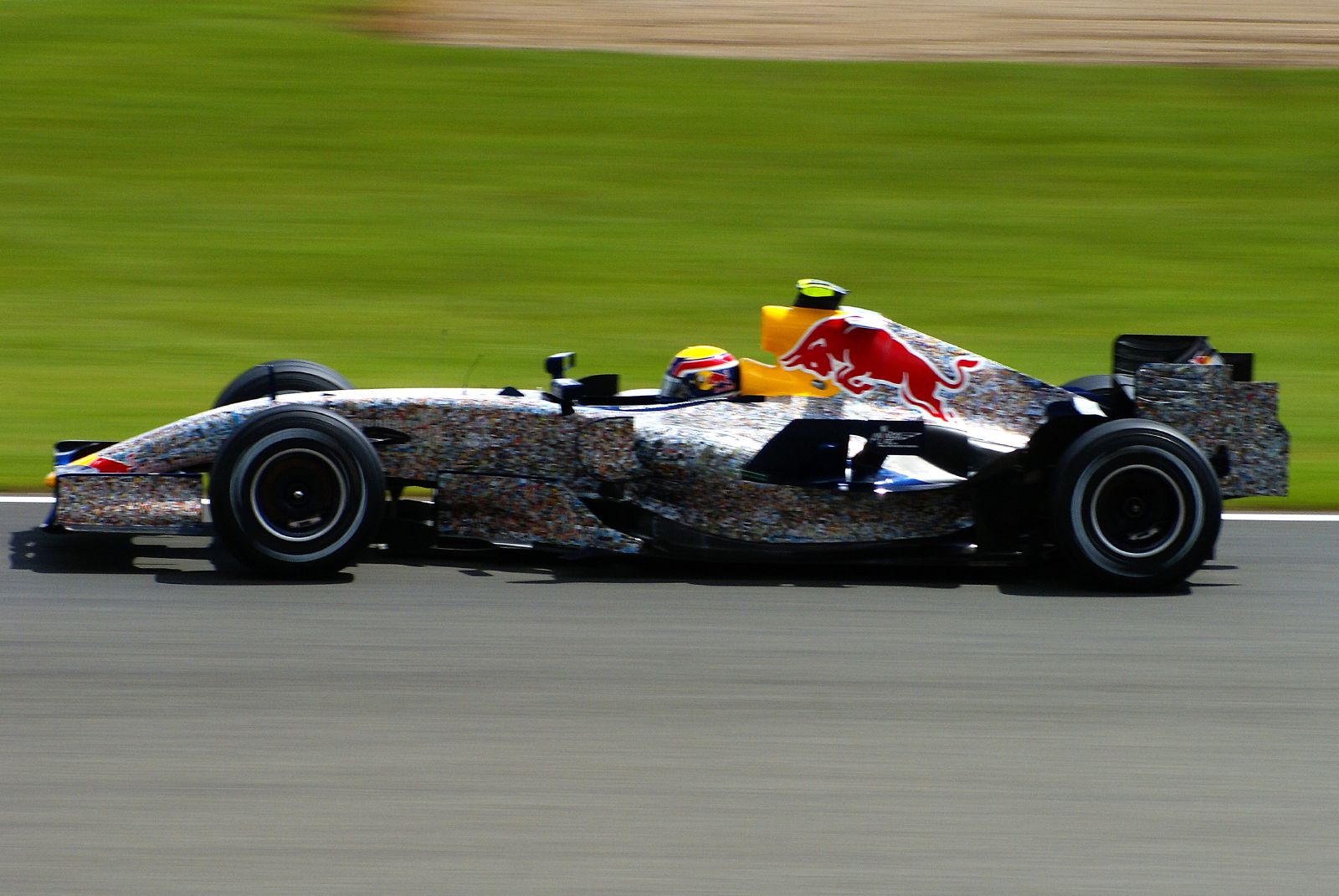
Webber ve voze Red Bull v Grand Prix Velké Británie 2007,se speciálními Wings for Life.

Po spekulacích, že bude jezdit za Renault, kde působil jeho manažer Briatore, podepsal 7. srpna 2006 smlouvu s týmem Red Bull Racing na rok 2007. V týmu měl závodit po boku veterána Davida Coultharda a měl nahradit Christiana Kliena. Povídá se, že Red Bull Webbera přijal pod podmínkou, že Renault jim bude dodávat motory. Poprvé si Mark vyzkoušel vůz 26. ledna 2007 ve Španělsku. Podle testů to vypadalo, že by Red Bull měl být lepší než v sezóně předchozí. Ve voze byly zabudovány motory Renault RS27.
V prvním závodě sezóny 2007 se Webber kvalifikoval na solidním 7. místě a tuto pozici držel na začátku závodu, po problémech se ale propadl až na 13. místo.
Při Grand Prix Malajsie znovu porazil v kvalifikaci zkušenějšího Coultharda a dojel na 10. pozici. Bahrajn probíhal také úspěšně pro oba jezdce Red Bullu, jezdili na 6. a 7. pozici. Ale to jen do chvíle, kdy je vyřadily mechanické potíže.
Grand Prix Španělska se nepovedla Markovi moc dobře. Jeho týmový kolega Coulthard ho jasně předčil v kvalifikaci, když se vešel do top 10, zatímco Webber se potýkal s problémy s hydraulikou, které ho provázely i v závodě. Nakonec dokončil na 9. místě, zatímco zkušenější Skot vybojoval pro Red Bull Racing první body v sezóně za 5. místo.
Skvělý závod přišel při Grand Prix Evropy. Ze 6. místa z kvalifikace se dostal Mark na konečnou 3. pozici a získal své 2. pódium v kariéře. Pravdou je, že k tomuto výsledku mu dopomohl hlavně déšť a výpadek Kimiho Räikkönena, který jezdil právě na 3. místě.
Největší šance na vítězství v závodě nastala při Grand Prix Japonska, kde za deště Webber exceloval. Jezdil na 2. místě a zajížděl 3. nejrychlejší čas za oběma McLareny. Mark se držel druhý za Lewisem Hamiltonem, radost mu ale pokazil mladíček Sebastian Vettel, který po výjezdu safety caru narazil zezadu do Webbera a oba museli ze závodu odstoupit. Mark se tak držel na druhé pozici mezi jezdci s nejvíce starty, kteří nevyhráli závod a byl mu přiřknut titul „největší smolař v moderní F1“.
Dobře se držel i v posledním závodě v Brazílii, když se kvalifikoval jako 5. V závodě ještě o příčku poskočil, ale mechanická závada mu nedovolila závod dokončit. Velice smolnou sezónu tak zakončil na celkovém 12. místě s 10 body.

#### 2008

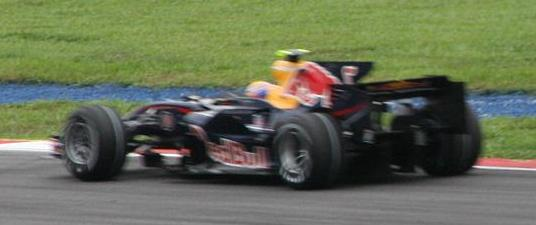
Webber ve voze Red Bull při Grand Prix Malajsie 2008.

Mark dle smlouvy pokračoval v Red Bullu i v sezóně 2008. V trénincích v Austrálii přímo zářil a držel se na špici. Kvalifikaci mu ale zkazil poškozený pravý, brzdový kotouč. Závod pro něj ale skončil po havárii velice brzy. V dalších dvou závodech skončil shodně na 7. místě.

#### 2012
Po pátém místě v kvalifikaci na Grand Prix Austrálie obsadil čtvrté místo. Čtvrtý skončil i v GP Malajsie. Po sedmém místě obsadil čtvrtou příčku i v Číně, když v závěru předjel svého týmového kolegu Sebastiana Vettela. Po startu ze třetího místa jej předjel Romain Grosjean a Australan skončil v Bahrajnu opět čtvrtý. Ve Španělsku odstartoval jedenáctý a na této pozici dojel do cíle. V Monaku po penalizaci vítěze kvalifikace Michaela Schumachera startoval první a dojel si tak pro první výhru v sezoně. V průběžné pořadí drží třetí místo za 73 bodů.

## Kompletní výsledky ve Formuli 1
| Legenda k tabulce | Legenda k tabulce                                                                       |
| Barva             | Výsledek                                                                                |
| ----------------- | --------------------------------------------------------------------------------------- |
| Zlatá             | Vítěz                                                                                   |
| Stříbrná          | 2. místo                                                                                |
| Bronzová          | 3. místo                                                                                |
| Zelená            | Bodované umístění                                                                       |
| Modrá             | Nebodované umístění                                                                     |
| Modrá             | Dokončil neklasifikován (NC)                                                            |
| Fialová           | Odstoupil (Ret)                                                                         |
| Červená           | Nekvalifikoval se (DNQ)                                                                 |
| Červená           | Nepředkvalifikoval se (DNPQ)                                                            |
| Černá             | Diskvalifikován (DSQ)                                                                   |
| Bílá              | Nestartoval (DNS)                                                                       |
| Bílá              | Závod zrušen (C)                                                                        |
| Světle modrá      | Pouze trénoval (PO)                                                                     |
| Světle modrá      | Páteční testovací jezdec (TD)                                                           |
| Bez barvy         | Netrénoval (DNP)                                                                        |
| Bez barvy         | Vyřazen (EX)                                                                            |
| Bez barvy         | Nepřijel (DNA)                                                                          |
| Bez barvy         | Odvolal účast (WD)                                                                      |
| Bez barvy         | Nezúčastnil se (prázdné)                                                                |
| Označení          | Význam                                                                                  |
| Tučnost           | Pole position                                                                           |
| Kurzíva           | Nejrychlejší kolo                                                                       |
| †                 | Jezdec nedojel do cíle, ale byl klasifikován, protože odjel více než 90 % délky závodu. |
| ‡                 | Byl udělován poloviční počet bodů, protože bylo odjeto méně než 75 % délky závodu.      |
| Horní index       | Umístění bodujících jezdců ve sprintu                                                   |

| Rok  | Tým                 | Šasi          | Motor                           | 1       | 2       | 3       | 4       | 5       | 6       | 7       | 8       | 9       | 10      | 11      | 12      | 13      | 14      | 15      | 16      | 17      | 18      | 19      | 20    | Body | Umístění  |
| ---- | ------------------- | ------------- | ------------------------------- | ------- | ------- | ------- | ------- | ------- | ------- | ------- | ------- | ------- | ------- | ------- | ------- | ------- | ------- | ------- | ------- | ------- | ------- | ------- | ----- | ---- | --------- |
| 2002 | KL Minardi Asiatech | Minardi PS02  | Asiatech AT02 3.0 V10           | AUS 5   | MAL Ret | BRA 11  | SMR 11  | ESP DNS | AUT 12  | MON 11  | CAN 11  | EUR 15  | GBR Ret | FRA 8   | GER Ret | HUN 16  | BEL Ret | ITA Ret | USA Ret | JPN 10  |         |         |       | 2    | 16. místo |
| 2003 | Jaguar Racing       | Jaguar R4     | Cosworth CR-5 3.0 V10           | AUS Ret | MAL Ret | BRA 9†  | SMR Ret | ESP 7   | AUT 7   | MON Ret | CAN 7   | EUR 6   | FRA 6   | GBR 14  | GER 11† | HUN 6   | ITA 7   | USA Ret | JPN 11  |         |         |         |       | 17   | 10. místo |
| 2004 | Jaguar Racing       | Jaguar R5     | Cosworth CR-6 3.0 V10           | AUS Ret | MAL Ret | BHR 8   | SMR 13  | ESP 12  | MON Ret | EUR 7   | CAN Ret | USA Ret | FRA 9   | GBR 8   | GER 6   | HUN 10  | BEL Ret | ITA 9   | CHN 10  | JPN Ret | BRA Ret |         |       | 7    | 13. místo |
| 2005 | BMW WilliamsF1 Team | Williams FW27 | BMW P84/5 3.0 V10               | AUS 5   | MAL Ret | BHR 6   | SMR 7   | ESP 6   | MON 3   | EUR Ret | CAN 5   | USA DNS | FRA 12  | GBR 11  | GER Ret | HUN 7   | TUR Ret | ITA 14  | BEL 4   | BRA Ret | JPN 4   | CHN 7   |       | 36   | 10. místo |
| 2006 | WilliamsF1 Team     | Williams FW28 | Cosworth CA2006 2.4 V8 4 Series | BHR 6   | MAL Ret | AUS Ret | SMR 6   | EUR Ret | ESP 9   | MON Ret | GBR Ret | CAN 12  | USA Ret | FRA Ret | GER Ret | HUN Ret | TUR 10  | ITA 10  | CHN 8   | JPN Ret | BRA Ret |         |       | 7    | 14. místo |
| 2007 | Red Bull Racing     | Red Bull RB3  | Renault RS27 2.4 V8             | AUS 13  | MAL 10  | BHR Ret | ESP Ret | MON Ret | CAN 9   | USA 7   | FRA 12  | GBR Ret | EUR 3   | HUN 9   | TUR Ret | ITA 9   | BEL 7   | JPN Ret | CHN 10  | BRA Ret |         |         |       | 10   | 12. místo |
| 2008 | Red Bull Racing     | Red Bull RB4  | Renault RS27 2.4 V8             | AUS Ret | MAL 7   | BHR 7   | ESP 5   | TUR 7   | MON 4   | CAN 12  | FRA 6   | GBR 10  | GER Ret | HUN 9   | EUR 12  | BEL 8   | ITA 8   | SIN Ret | JPN 8   | CHN 14  | BRA 9   |         |       | 21   | 11. místo |
| 2009 | Red Bull Racing     | Red Bull RB5  | Renault RS27 2.4 V8             | AUS 12  | MAL 6‡  | CHN 2   | BHR 11  | ESP 3   | MON 5   | TUR 2   | GBR 2   | GER 1   | HUN 3   | EUR 9   | BEL 9   | ITA Ret | SIN Ret | JPN 17  | BRA 1   | ABU 2   |         |         |       | 69,5 | 4. místo  |
| 2010 | Red Bull Racing     | Red Bull RB6  | Renault RS27 2,4 V8             | BHR 8   | AUS 9   | MAL 2   | CHN 8   | ESP 1   | MON 1   | TUR 3   | CAN 5   | EUR DNF | GBR 1   | GER 6   | HUN 1   | BEL 2   | ITA 6   | SIN 3   | JPN 2   | KOR Ret | BRA 2   | ABU 8   |       | 242  | 3. místo  |
| 2011 | Red Bull Racing     | Red Bull RB7  | Renault RS27 2,4 V8             | AUS 5   | MAL 4   | CHN 3   | TUR 2   | ESP 4   | MON 4   | CAN 3   | EUR 3   | GBR 3   | GER 3   | HUN 5   | BEL 2   | ITA Ret | SIN 3   | JPN 4   | KOR 3   | IND 4   | ABU 4   | BRA 1   |       | 258  | 3. místo  |
| 2012 | Red Bull Racing     | Red Bull RB8  | Renault RS27 2,4 V8             | AUS 4   | MAL 4   | CHN 4   | BHR 4   | ESP 11  | MON 1   | CAN 7   | EUR 4   | GBR 1   | GER 8   | HUN 8   | BEL 6   | ITA 20† | SIN 11  | JPN 9   | KOR 2   | IND 3   | ABU Ret | USA Ret | BRA 4 | 179  | 6. místo  |
| 2013 | Red Bull Racing     | Red Bull RB9  | Renault RS27 2,4 V8             | AUS 6   | MAL 2   | CHN Ret | BHR 7   | ESP 5   | MON 3   | CAN 4   | GBR 2   | GER 7   | HUN 4   | BEL 5   | ITA 3   | SIN 15† | KOR Ret | JPN 2   | IND Ret | ABU 2   | USA 3   | BRA 2   |       | 199  | 3. místo  |

## Juniorské formule
| Rok  | Název série         | Tým                       | Pořadí    | Body | Závody | Vítězství | Pole Position | Podium |
| ---- | ------------------- | ------------------------- | --------- | ---- | ------ | --------- | ------------- | ------ |
| 1994 | F Ford (AUS)        | ?                         | 13. místo | 30   | ?      | ?         | ?             | ?      |
| 1995 | F Ford (AUS)        | ?                         | 4. místo  | 158  | ?      | ?         | ?             | ?      |
| 1996 | F Ford (GBR)        | ?                         | 2. místo  | 113  | ?      | ?         | ?             | ?      |
|      | F Ford European Cup | ?                         | 3. místo  | ?    | ?      | ?         | ?             | ?      |
| 1997 | F3 (GBR)            | Alan Docking Racing       | 4. místo  | 131  | 15     | 1         | 3             | 5      |
| 1998 | FIA GT GT1          | AMG Mercedes              | 3. místo  | 69   | ?      | 5         | ?             | ?      |
| 2000 | Formule 3000        | Eurobet Arrows F3000 Team | 3. místo  | 21   | 10     | 1         | 0             | 3      |
| 2001 | Formule 3000        | Super Nova Racing Ltd.    | 2. místo  | 39   | 12     | 3         | 2             | 4      |